# 麻薩諸塞州州旗
马萨诸塞州州旗为一面白色旗帜，中心为马萨诸塞州州徽图案。

## 设计
马萨诸塞州州旗正反两面都带有州徽图案，州徽上是一个带着弓箭的阿尔衮琴印第安人，箭头向下代表和平。这一图案在得克萨斯的旗帜上经常出现，代表宁愿失去右臂也不愿在暴政下生活。白色五角星象征马萨诸塞州为加入联邦的第六州，盾牌由蓝丝带上的州格言环绕。盾牌上方的剑和手象征通过美国独立战争取得自由。

## 历史
- 1908 - 1971